# Oxymycterus hispidus
Oxymycterus hispidus és una espècie de mamífer rosegador de la família dels cricètids pròpia de Sud-amèrica. Viu a l'Argentina, el Paraguai i el Brasil.
És parasitat pel poll Hoplopleura misionensis i altres.